# Ben Cayetano

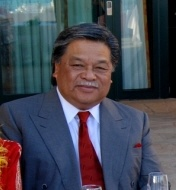
Ben Cayetano

Jerome Benjamin "Ben" Cayetano (nascido em 14 de novembro de 1939) é um advogado e político americana, foi quinto governador do Estado do Havaí entre 1994 a 2002. Ele é membro do Partido Democrata.